# Hard Drivin'
Hard Drivin' est un jeu vidéo de course automobile développé et édité par Atari Games en 1988 sur borne d'arcade. Le jeu a été adapté sur les ordinateurs Amiga, Amstrad CPC, Atari ST, Commodore 64, PC, ZX Spectrum et les consoles Mega Drive et Lynx. Le jeu est regardé comme la première simulation de pilotage en 3D sur borne d'arcade,.

## Système de jeu
Le joueur prend place dans un véhicule à vitesse manuelle ou automatique au sein d'un paysage modélisé en 3D surfaces pleines. Le tronçon de départ fait place rapidement à un embranchement où il est possible de choisir le parcours d'obstacles ou le parcours de vitesse.
D'autres véhicules empruntent le même parcours que le joueur dans les deux sens de la circulation, représentant des risques de collision mettant fin à la partie.
Le parcours d'obstacles comprenait un pont levant, une roue, un tunnel et un virage surélevé.
En cas de succès aux épreuves, une course contre le Phantom Photon s'impose au joueur où ce dernier doit vaincre un adversaire sur les deux parcours en franchissant la ligne d'arrivée le premier.

## Versions
Les versions sur micro-ordinateurs sont éditées à partir de 1989 par Domark. La version Mega Drive est développé par Sterling Silver et édité par Tengen à partir de 1990. La version Lynx est édité par Atari Corporation en 1991.
La version arcade est disponible sur GameCube, PlayStation 2, Xbox (2004) et PC (Windows, 2006) dans la compilation Midway Arcade Treasures.

## La série
- 1988 - Hard Drivin'
- 1990 - Race Drivin'
- 1991 - Hard Drivin' II: Drive Harder

Le jeu de course futuriste S.T.U.N. Runner (1989) est basé sur le même système d'arcade que Hard Drivin'.